# Laskod
Laskod là một thị trấn thuộc hạt Szabolcs-Szatmár-Bereg, Hungary. Thị trấn này có diện tích 13,59 km², dân số năm 2010 là 979 người, mật độ 72 người/km².